# اسپنسرتاون (نیویورک)
اسپنسرتاون (به انگلیسی: Spencertown) یک منطقهٔ مسکونی در ایالات متحده آمریکا است که در آسترلیتز، نیویورک واقع شده‌است. اسپنسرتاون ۲۰۹٫۱ متر بالاتر از سطح دریا قرار دارد.